# 大桥水库
大桥水库位于中国四川省凉山彝族自治州冕宁县，是以灌溉、供水为主，兼有发电、防洪、养殖等功能的大（二）型水库。